# Франсуа Прюм
Франсуа Губерт Прюм (фр. François Hubert Prume; 3 червня 1816, Ставело — 14 липня 1849, Льєж) — бельгійський скрипаль і композитор.
Прюм був професором скрипки в Королівській консерваторії Льєжа у віці сімнадцяти років, де серед його учнів були Юбер Леонар та його власний племінник Франц Жеген-Прюм. Його численні концертні турне привели його до столиць Європи, під час яких він час від часу виступав із Францом Лістом.
Йому надано почесне звання «Віртуоз герцога Готи». Однак його кар'єра закінчилася передчасно смертю від холери у віці 33 років. Він був похований у Льєжі на Сіметьєр де Робермон. На його пошанування назвали великий зал колишнього абатства Ставело в його рідному місті.